# Fort de l'Îlette de Kermorvan

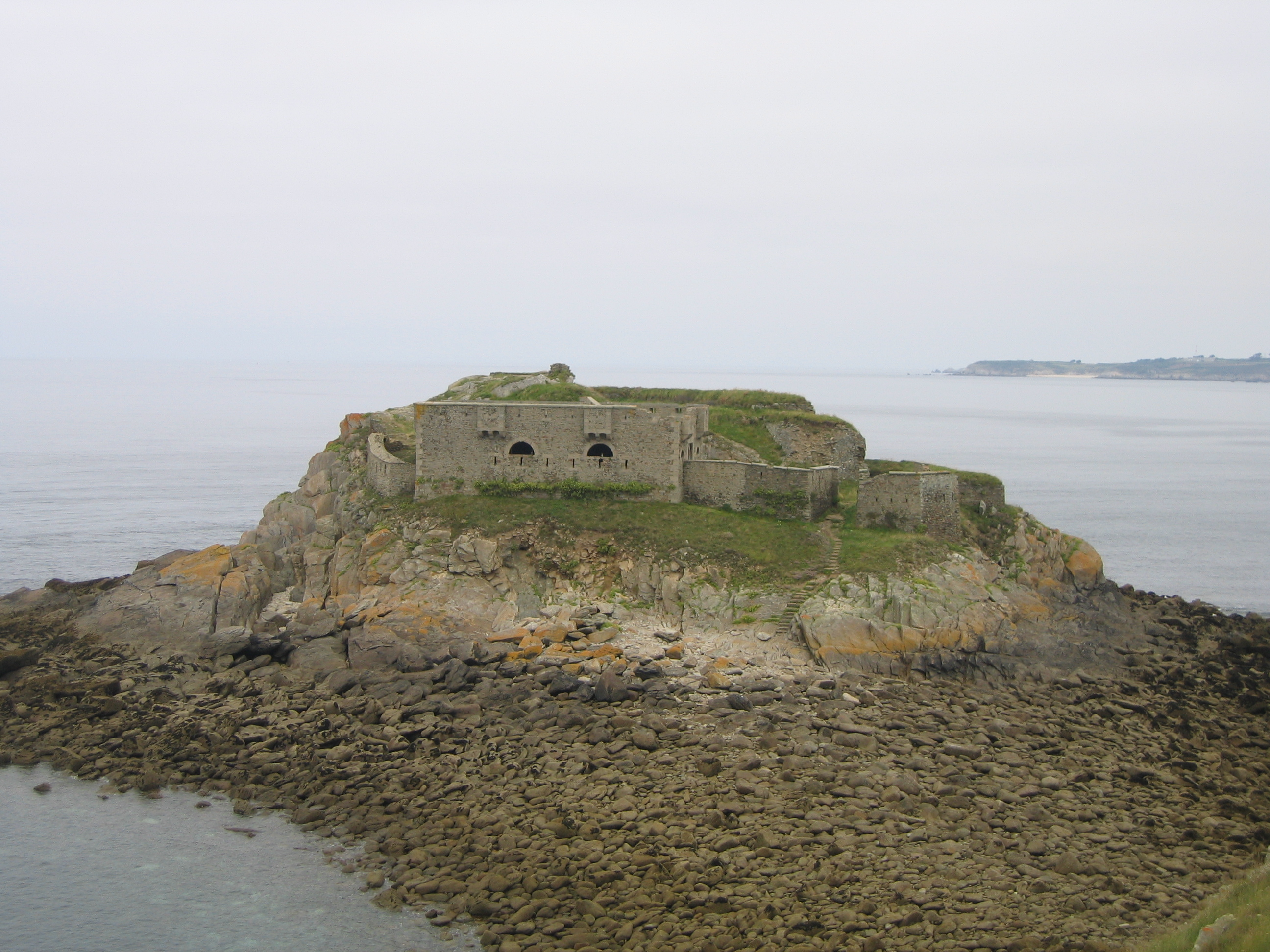
Het fort

Het Fort de l'Îlette de Kermorvan is een fort op het schiereiland Kermorvan in de gemeente Le Conquet in het Franse departement Finistère in Bretagne.
Het fort wordt geflankeerd door twee kustbatterijen en beschermt de punt van het schiereiland waar de ene kustbatterij overgaat in de andere van hetzelfde type. Het versterkte ensemble bestaat uit twee versterkte platforms gecompenseerd in de hoogte en verbonden door een tunnel. Boven de ingang van de redoutes staat de datum 1847. Het werd afgewaardeerd in 1889, onder de naam batterie sud de Kermorvan.
Het geheel is nog in goede staat. Het is toegankelijk bij laag water door de kustweg van het schiereiland Kermorvan.

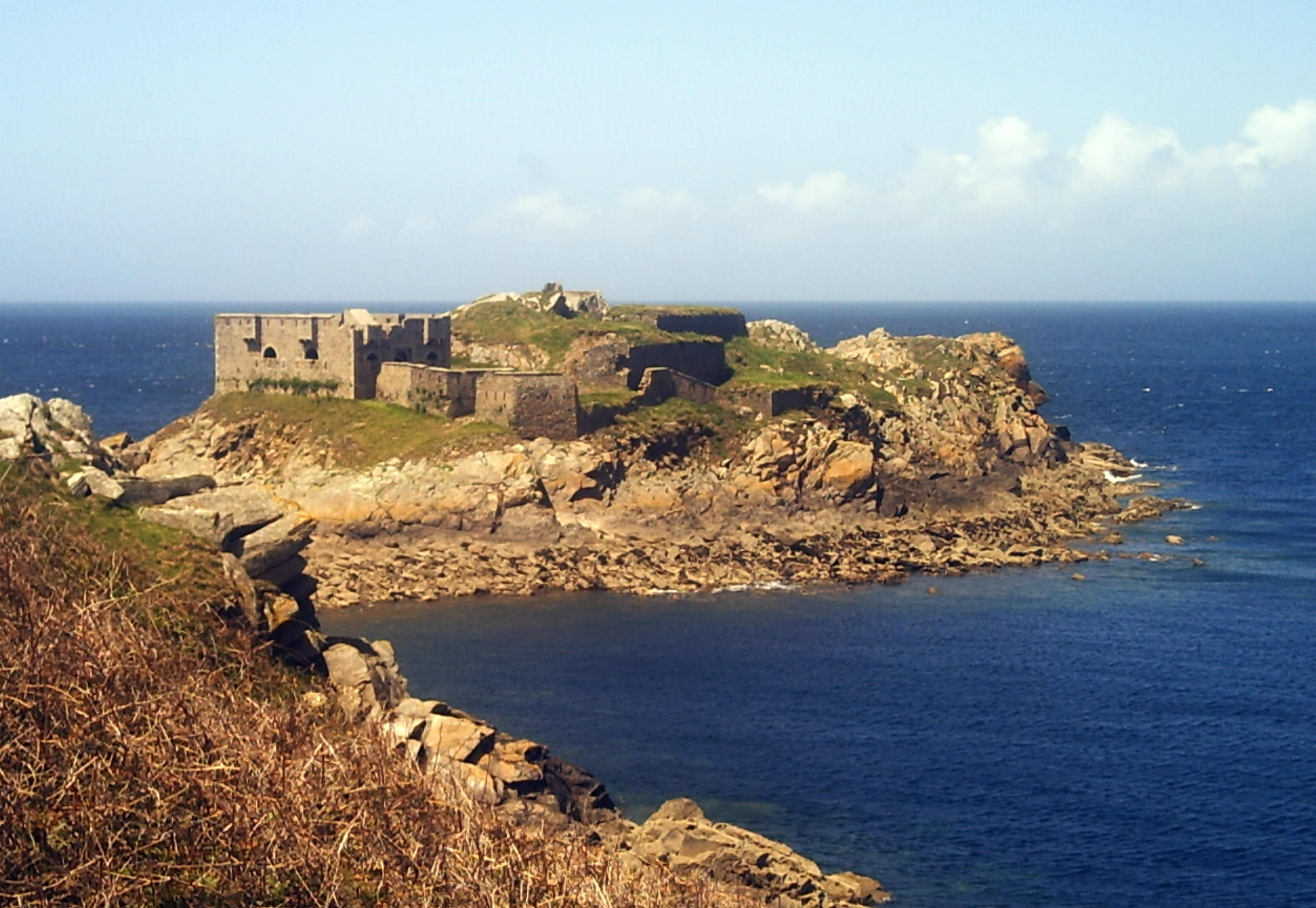
Fort gezien vanuit het noorden
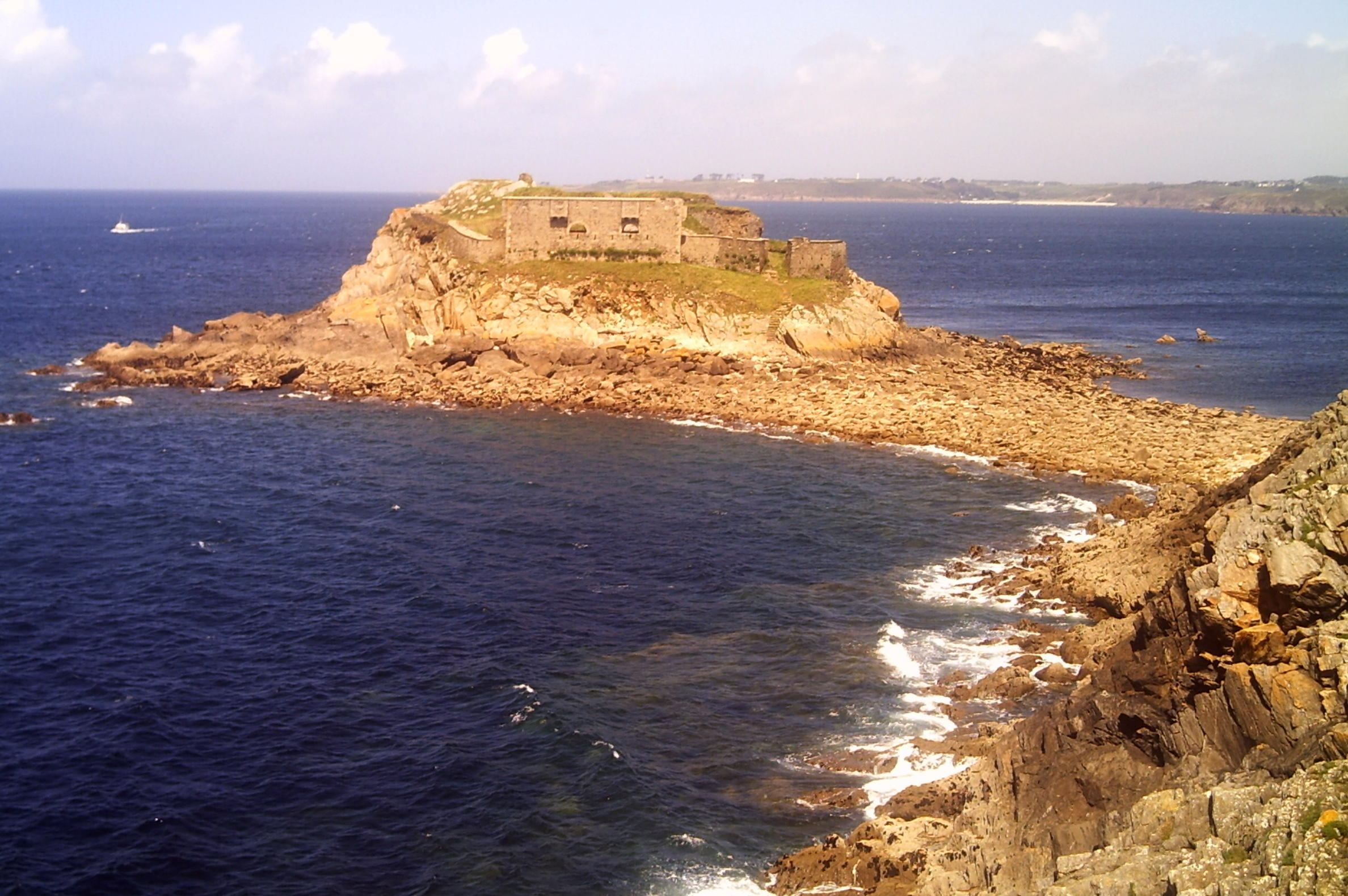
Fort gezien vanuit het westen